# Аргентина на летних Олимпийских играх 2012
Аргентина на летних Олимпийских играх 2012 была представлена как минимум в шестнадцати видах спорта.

## Награды

### Золото
| Золото |                     |                               |
| №      | Спортсмены          | Вид спорта (дисциплина)       |
| 1      | Себастьян Крисманич | Тхэквондо (мужчины, до 80 кг) |

### Серебро
| Серебро | |                           |
| №       | Спортсмены | Вид спорта (дисциплина)   |
| 1       | Лаура дель Колле, Розарио Лукетти, Ана Макарена Родригес Перес, Лусиана Аймар, Карла Ребекки, Дельфина Мерино, Мартина Кавальеро, Флоренсия Хабиф, Россио Санчес Мочча, Даниэла Сруога, София Маккари, Мариела Скароне, Сильвина Д'Элия, Ноэль Баррионуэво, Мария Хосефина Сруога, Мария Флоренсия Мутио | Хоккей на траве (женщины) |

### Бронза
| Бронза |                                   |                               |
| №      | Спортсмены                        | Вид спорта (дисциплина)       |
| 1      | Хуан де ла Фуэнте Лукас Калабресе | Парусный спорт (мужчины, 470) |
| 2      | Хуан Мартин дель Потро            | Теннис (мужчины)              |

## Результаты соревнований

### Академическая гребля
В следующий раунд из каждого заезда проходили несколько лучших экипажей (в зависимости от дисциплины). В утешительный заезд попадали спортсмены, выбывшие в предварительном раунде. В финал A выходили 6 сильнейших экипажей, остальные разыгрывали места в утешительных финалах B-F.
Мужчины
| Соревнование               | Спортсмены                   | Предварительный заезд | Предварительный заезд | Предварительный заезд | Отборочный заезд | Отборочный заезд | Отборочный заезд | Четвертьфинал | Четвертьфинал | Четвертьфинал | Полуфинал     | Полуфинал     | Полуфинал     | Финал   | Финал   | Итоговое место |
| Соревнование               | Спортсмены                   | Заезд                 | Время                 | Место                 | Заезд            | Время            | Место            | Заезд         | Время         | Место         | Заезд         | Время         | Место         | Время   | Место   | Итоговое место |
| -------------------------- | ---------------------------- | --------------------- | --------------------- | --------------------- | ---------------- | ---------------- | ---------------- | ------------- | ------------- | ------------- | ------------- | ------------- | ------------- | ------- | ------- | -------------- |
| одиночки                   | Сантьяго Фернандес           | 2                     | 6:46,03               | 2 Q                   | не участвовал    | не участвовал    | не участвовал    | 3             | 7:01,57       | 2 Q           | Полуфинал A/B | Полуфинал A/B | Полуфинал A/B | Финал B | Финал B | 10             |
| одиночки                   | Сантьяго Фернандес           | 2                     | 6:46,03               | 2 Q                   | не участвовал    | не участвовал    | не участвовал    | 3             | 7:01,57       | 2 Q           | 2             | 7:29,68       | 4             | 7:20,40 | 4       | 10             |
| двойки парные              | Ариэль Суарес Кристиан Россо | 3                     | 6:13,68               | 3 Q                   | не участвовали   | не участвовали   | не участвовали   | не проводится | не проводится | не проводится | 1             | 6:19,40       | 1 Q           | Финал A | Финал A | 4              |
| двойки парные              | Ариэль Суарес Кристиан Россо | 3                     | 6:13,68               | 3 Q                   | не участвовали   | не участвовали   | не участвовали   | не проводится | не проводится | не проводится | 1             | 6:19,40       | 1 Q           | 6:36,36 | 4       | 4              |
| Двойки парные (лёгкий вес) | Марио Сехас Мигель Майоль    |                       | 7:01,76               | 5 (R)                 |                  | 6:48,21          | 5 (SC/D)         |               |               |               | Полуфинал C/D | Полуфинал C/D | Полуфинал C/D | Финал C | Финал C | 17             |
| Двойки парные (лёгкий вес) | Марио Сехас Мигель Майоль    |                       | 7:01,76               | 5 (R)                 | 7:06,24          | 6:48,21          | 5 (SC/D)         | 2             | 6:53,71       | 5             |               |               |               |         |         | 17             |

Женщины
| Соревнование               | Спортсмены                      | Отборочная гонка | Отборочная гонка | Утешительный заезд | Утешительный заезд | Четвертьфинал | Четвертьфинал | Полуфинал     | Полуфинал     | Финал   | Финал   | Итоговое место |
| Соревнование               | Спортсмены                      | Время            | Место            | Время              | Место              | Время         | Место         | Время         | Место         | Время   | Место   | Итоговое место |
| -------------------------- | ------------------------------- | ---------------- | ---------------- | ------------------ | ------------------ | ------------- | ------------- | ------------- | ------------- | ------- | ------- | -------------- |
| Двойки                     | Мария Лаура Абало Габриэла Бест | 7:12,17          | 5                | 7:20,94            | 6                  |               |               |               |               | Финал B | Финал B | 9              |
| Двойки                     | Мария Лаура Абало Габриэла Бест | 7:12,17          | 5                | 7:20,94            | 6                  | 8:03,53       | 3             |               |               |         |         | 9              |
| Одиночки                   | Люсия Палермо                   | 8:07,89          | 5                | 7:52,49            | 2                  | 8:06.47       | 5             | Полуфинал C/D | Полуфинал C/D | Финал D | Финал D | 21             |
| Одиночки                   | Люсия Палермо                   | 8:07,89          | 5                | 7:52,49            | 2                  | 8:06.47       | 5             | 8:09.85       | 4             | 8:40,38 | 3       | 21             |
| Двойки парные (лёгкий вес) | Милка Кралев Клара Ронер        | 7:33,37          | 5                | 7:40,72            | 5                  |               |               |               |               | Финал C | Финал C | 15             |
| Двойки парные (лёгкий вес) | Милка Кралев Клара Ронер        | 7:33,37          | 5                | 7:40,72            | 5                  | 7:44,62       | 3             |               |               |         |         | 15             |

### Баскетбол
Спортсменов — 12

#### Мужчины
Состав команды
Результаты
Группа A
| Место | Команда                   | В | П | МЗ | МП | МР | Очки |
| ----- | ------------------------- | - | - | -- | -- | -- | ---- |
| 1     | Аргентина                 | 0 | 0 | 0  | 0  | 0  | 0    |
| 2     | США                       | 0 | 0 | 0  | 0  | 0  | 0    |
| 3     | Тунис                     | 0 | 0 | 0  | 0  | 0  | 0    |
| 4     | Франция                   | 0 | 0 | 0  | 0  | 0  | 0    |
| 5     | победитель квалификации 1 | 0 | 0 | 0  | 0  | 0  | 0    |
| 6     | победитель квалификации 2 | 0 | 0 | 0  | 0  | 0  | 0    |

| 29 июля 2012 22:15 (UTC+1) |  | Аргентина | ' | Победитель квалификации 1 | Баскетбольная арена, Лондон |

| 31 июля 2012 20:00 (UTC+1) |  | Франция | ' | Аргентина | Баскетбольная арена, Лондон |

| 2 августа 2012 14:30 (UTC+1) |  | Аргентина | ' | Тунис | Баскетбольная арена, Лондон |

| 4 августа 2012 22:15 (UTC+1) |  | Победитель квалификации 2 | ' | Аргентина | Баскетбольная арена, Лондон |

| 6 августа 2012 22:15 (UTC+1) |  | Аргентина | ' | США | Баскетбольная арена, Лондон |

### Бокс
Соревнования по боксу проходят по системе плей-офф. Для победы в олимпийском турнире боксёру необходимо одержать либо четыре, либо пять побед в зависимости от жеребьёвки соревнований. Оба спортсмена, проигравшие в полуфинальных поединках, становятся обладателями бронзовых наград.
Мужчины
| Категория | Спортсмены      | Первый раунд            | Второй раунд           | Четвертьфинал        | Полуфинал            | Финал                |
| Категория | Спортсмены      | Соперник Результат      | Соперник Результат     | Соперник Результат   | Соперник Результат   | Соперник Результат   |
| --------- | --------------- | ----------------------- | ---------------------- | -------------------- | -------------------- | -------------------- |
| до 56 кг  | Альберто Мелиан | RUSС. Водопьянов П 5:12 | завершил выступление   | завершил выступление | завершил выступление | завершил выступление |
| до 91 кг  | Ямиль Перальта  | не проводится           | ALGШ. Булудинат В 13:5 | BULТ. Пулев П 10:13  | завершил выступление | завершил выступление |

### Велоспорт
Спортсменов — 4

#### Шоссейный велоспорт
Мужчины
| Соревнование    | Спортсмены          | Время   | Место |
| --------------- | ------------------- | ------- | ----- |
| групповая гонка | Максимилиано Рикезе | 6:04:27 | 110   |

#### Трековый велоспорт
Мужчины
| Соревнование | Спортсмены    | Быстрый круг | Быстрый круг | Гонка по очкам | Гонка по очкам | Гонка на выбывание | Преследование | Преследование | Скретч | Гит      | Гит   | Всего | Место |
| Соревнование | Спортсмены    | Время        | Место        | Очки           | Место          | Место              | Время         | Место         | Место  | Время    | Место | Всего | Место |
| ------------ | ------------- | ------------ | ------------ | -------------- | -------------- | ------------------ | ------------- | ------------- | ------ | -------- | ----- | ----- | ----- |
| омниум       | Вальтер Перес | 14.036       | 17           | 26             | 7              | 4                  | 4:33.532      | 15            | 12     | 1:07.523 | 17    | 72    | 14    |

#### Маунтинбайк
Мужчины
| Соревнование | Спортсмен     | Время   | Место |
| ------------ | ------------- | ------- | ----- |
| маунтинбайк  | Катриэль Сото | 1:35:13 | 26    |

#### BMX
Мужчины
| Соревнование | Спортсмен       | Квалификация | Квалификация | Четвертьфинал | Четвертьфинал | Полуфинал            | Полуфинал            | Финал                | Финал                |
| Соревнование | Спортсмен       | Результат    | Место        | Очки          | Место         | Очки                 | Место                | Результат            | Место                |
| ------------ | --------------- | ------------ | ------------ | ------------- | ------------- | -------------------- | -------------------- | -------------------- | -------------------- |
| BMX          | Эрнесто Писарро | 39.765       | 26           | 26            | 6             | Завершил выступление | Завершил выступление | Завершил выступление | Завершил выступление |

### Водные виды спорта

#### Плавание
Спортсменов — 4
В следующий раунд на каждой дистанции проходят лучшие спортсмены по времени, независимо от места занятого в своём заплыве.
Мужчины
| Соревнование         | Спортсмен           | Предварительные заплывы | Предварительные заплывы | Полуфиналы           | Полуфиналы           | Финал                | Финал                |
| Соревнование         | Спортсмен           | Результат               | Место                   | Результат            | Место                | Результат            | Место                |
| -------------------- | ------------------- | ----------------------- | ----------------------- | -------------------- | -------------------- | -------------------- | -------------------- |
| 50 м вольный стиль   | Федерико Грабич     | 23,30                   | 35                      | Завершил выступление | Завершил выступление | Завершил выступление | Завершил выступление |
| 400 м вольный стиль  | Хуан Мартин Перейра | 3:56.76                 | 23                      |                      |                      | Завершил выступление | Завершил выступление |
| 1500 м вольный стиль | Хуан Мартин Перейра | 15:36.72                | 29                      |                      |                      | Завершил выступление | Завершил выступление |
| 100 м на спине       | Федерико Грабич     | 56.56                   | 41                      | Завершил выступление | Завершил выступление | Завершил выступление | Завершил выступление |

Женщины
| Соревнование        | Спортсмен        | Предварительные заплывы | Предварительные заплывы | Полуфиналы | Полуфиналы | Финал                 | Финал                 |
| Соревнование        | Спортсмен        | Результат               | Место                   | Результат  | Место      | Результат             | Место                 |
| ------------------- | ---------------- | ----------------------- | ----------------------- | ---------- | ---------- | --------------------- | --------------------- |
| 800 м вольный стиль | Сесилия Бьяджоли | 8:33.97 NR              | 16                      |            |            | Завершила выступление | Завершила выступление |
| 400 м комплекс      | Георгина Бардач  | 4:57.31                 | 34                      |            |            | Завершила выступление | Завершила выступление |

Открытая вода
| Соревнование  | Спортсмены       | Результат | Отставание | Место |
| ------------- | ---------------- | --------- | ---------- | ----- |
| 10 километров | Сесилия Бьяджоли | 2:01:02.2 |            | 17    |

#### Синхронное плавание
Спортсменов — 2
| Соревнование | Спортсменки               | Техническая программа | Техническая программа | Произвольная программа | Произвольная программа | Произвольная программа | Финал                 | Финал                 | Финал                 |
| Соревнование | Спортсменки               | Очки                  | Место                 | Очки                   | Всего                  | Место                  | Очки                  | Всего                 | Место                 |
| ------------ | ------------------------- | --------------------- | --------------------- | ---------------------- | ---------------------- | ---------------------- | --------------------- | --------------------- | --------------------- |
| дуэты        | Этель Санчес София Санчес | 78.900                | 22                    | 78.410                 | 157.310                | 22                     | Завершили выступление | Завершили выступление | Завершили выступление |

### Гандбол
Спортсменов — 14

#### Мужчины
Состав команды
Результаты
Группа A
| Место | Команда        | И | В | Н | П | ГЗ  | ГП  | +/- | Очки |
| ----- | -------------- | - | - | - | - | --- | --- | --- | ---- |
| 1     | Исландия       | 5 | 5 | 0 | 0 | 167 | 132 | +35 | 10   |
| 2     | Франция        | 5 | 4 | 0 | 1 | 159 | 110 | +49 | 8    |
| 3     | Швеция         | 5 | 3 | 0 | 2 | 156 | 115 | +41 | 6    |
| 4     | Тунис          | 5 | 2 | 0 | 3 | 121 | 125 | −4  | 4    |
| 5     | Аргентина      | 5 | 1 | 0 | 4 | 113 | 137 | −25 | 2    |
| 6     | Великобритания | 5 | 0 | 0 | 5 | 96  | 182 | −86 | 0    |

| 29 июля 09:30 (UTC+1) | Отчёт | Исландия                    | 31:25 (15:14) | Аргентина         | Коппер Бокс Зрителей: 3701 Судьи: Ларс Гайпель, Маркус Хельбиг |
| 29 июля 09:30 (UTC+1) | Отчёт | Гудьон Валур Сигурдссон — 7 | Голы          | Диего Симонет — 5 | Коппер Бокс Зрителей: 3701 Судьи: Ларс Гайпель, Маркус Хельбиг |

| 31 июля 21:15 (UTC+1) | Отчёт | Аргентина                                      | 20:32 (9:17) | Франция              | Коппер Бокс Зрителей: 3906 Судьи: Пер Олесен, Ларс Педерсен |
| 31 июля 21:15 (UTC+1) | Отчёт | Федерико Гастон Фернандес, Гуидо Рикобелли — 4 | Голы         | Никола Карабатич — 7 | Коппер Бокс Зрителей: 3906 Судьи: Пер Олесен, Ларс Педерсен |

| 2 августа 16:15 (UTC+1) | Отчёт | Великобритания     | 21:32 (11:16) | Аргентина             | Коппер Бокс Зрителей: 4581 Судьи: Ялатима Кулибали, Мамоду Диабате |
| 2 августа 16:15 (UTC+1) | Отчёт | Стивен Ларссон — 6 | Голы          | Себастьян Симонет — 6 | Коппер Бокс Зрителей: 4581 Судьи: Ялатима Кулибали, Мамоду Диабате |

| 4 августа 14:30 (UTC+1) | Отчёт | Швеция            | 29:13 (12:8) | Аргентина         | Коппер Бокс Зрителей: 4592 Судьи: Оскар Лопес, Анхель Сабросо |
| 4 августа 14:30 (UTC+1) | Отчёт | Никлас Экберг — 9 | Голы         | Диего Симонет — 3 | Коппер Бокс Зрителей: 4592 Судьи: Оскар Лопес, Анхель Сабросо |

| 6 августа 11:15 (UTC+1) | Отчёт | Аргентина         | 23:25 (12:12) | Тунис            | Коппер Бокс Зрителей: 4645 Судьи: Пер Олесен, Ларс Педерсен |
| 6 августа 11:15 (UTC+1) | Отчёт | Диего Симонет — 6 | Голы          | Камель Алуни — 7 | Коппер Бокс Зрителей: 4645 Судьи: Пер Олесен, Ларс Педерсен |

Итог: 10-е место

### Гимнастика
Спортсменов — 2

#### Спортивная гимнастика
Мужчины
| Соревнование       | Спортсмен         | Квалификация | Квалификация | Финал                | Финал                |
| Соревнование       | Спортсмен         | Очки         | Место        | Очки                 | Место                |
| ------------------ | ----------------- | ------------ | ------------ | -------------------- | -------------------- |
| вольные упражнения | Федерико Молинари | 13.433       | 62           | Завершил выступление | Завершил выступление |
| кольца             | Федерико Молинари | 15.333       | 7            | 14.733               | 8                    |

Женщины
| Соревнование          | Спортсмен       | Квалификация       | Квалификация       | Квалификация | Квалификация | Квалификация | Квалификация | Квалификация   | Квалификация   | Квалификация          | Квалификация          | Финал                 |
| Соревнование          | Спортсмен       | Вольные упражнения | Вольные упражнения | Бревно       | Бревно       | Брусья       | Брусья       | Опорный прыжок | Опорный прыжок | Абсолютное первенство | Абсолютное первенство | Финал                 |
| Соревнование          | Спортсмен       | Очки               | Место              | Очки         | Место        | Очки         | Место        | Очки           | Место          | Очки                  | Место                 | Финал                 |
| --------------------- | --------------- | ------------------ | ------------------ | ------------ | ------------ | ------------ | ------------ | -------------- | -------------- | --------------------- | --------------------- | --------------------- |
| абсолютное первенство | Валерия Перейра | 12.600             | 67                 | 10.566       | 81           | 13.266       | 45           | 13.366         | 66             | 49.798                | 51                    | Завершила выступление |

### Гребля на байдарках и каноэ
Спортсменов — 3

#### Гребля на гладкой воде
Мужчины
| Соревнование | Спортсмены                  | Предварительный этап | Предварительный этап | Полуфиналы | Полуфиналы | Финал  | Финал |
| Соревнование | Спортсмены                  | Время                | Место                | Время      | Место      | Время  | Место |
| ------------ | --------------------------- | -------------------- | -------------------- | ---------- | ---------- | ------ | ----- |
| Б-2, 200 м   | Мигель Корреа Рубен Войсард | 33.623               | 3                    | 33.105     | 3          | 35.271 | 5     |

#### Гребной слалом
Мужчины
| Соревнование | Спортсмены      | Предварительный этап | Предварительный этап | Предварительный этап | Предварительный этап | Предварительный этап | Предварительный этап | Предварительный этап | Полуфинал | Полуфинал | Полуфинал | Полуфинал | Финал     | Финал     | Финал     | Финал     |
| Соревнование | Спортсмены      | 1 попытка            | 1 попытка            | 1 попытка            | 2 попытка            | 2 попытка            | 2 попытка            | Место                | Полуфинал | Полуфинал | Полуфинал | Полуфинал | Финал     | Финал     | Финал     | Финал     |
| Соревнование | Спортсмены      | Время                | Штраф                | Итог                 | Время                | Штраф                | Итог                 | Место                | Время     | Штраф     | Итог      | Место     | Время     | Штраф     | Итог      | Место     |
| ------------ | --------------- | -------------------- | -------------------- | -------------------- | -------------------- | -------------------- | -------------------- | -------------------- | --------- | --------- | --------- | --------- | --------- | --------- | --------- | --------- |
| К-1          | Себастьян Росси | 101,41               | 8                    | 109,41               | 103,52               | 4                    | 107,52               | 16                   | Не прошёл | Не прошёл | Не прошёл | Не прошёл | Не прошёл | Не прошёл | Не прошёл | Не прошёл |

### Дзюдо
Спортсменов — 4
Мужчины
| Соревнование | Спортсмен         | 1/16 финала                   | 1/8 финала             | Четвертьфинал           | Полуфинал            | Утешительный раунд              | Финал                | Финал                |
| Соревнование | Спортсмен         | Соперник Счёт                 | Соперник Счёт          | Соперник Счёт           | Соперник Счёт        | Соперник Счёт                   | Соперник Счёт        | Место                |
| ------------ | ----------------- | ----------------------------- | ---------------------- | ----------------------- | -------------------- | ------------------------------- | -------------------- | -------------------- |
| до 81 кг     | Эммануэль Люченти | Фетра Ратсимизива В 0100:0001 | Ален Шмитт В 0100:0000 | Ким Цзэ Бум П 0003:0010 | Не прошёл            | Антуан Валуа-Фортье П 0001:0101 | Не прошёл            | 7                    |
| до 90 кг     | Гектор Кампос     | Аслей Гонсалес П 0000:1000    | Завершил выступление   | Завершил выступление    | Завершил выступление | Завершил выступление            | Завершил выступление | Завершил выступление |
| до 100 кг    | Кристиан Шмидт    | Евгений Бедулин П 0000:1001   | Завершил выступление   | Завершил выступление    | Завершил выступление | Завершил выступление            | Завершил выступление | Завершил выступление |

Женщины
| Соревнование | Спортсмен    | 1/16 финала   | 1/8 финала                | Четвертьфинал             | Полуфинал     | Утешительный раунд              | Финал                       | Финал |
| Соревнование | Спортсмен    | Соперник Счёт | Соперник Счёт             | Соперник Счёт             | Соперник Счёт | Соперник Счёт                   | Соперник Счёт               | Место |
| ------------ | ------------ | ------------- | ------------------------- | ------------------------- | ------------- | ------------------------------- | --------------------------- | ----- |
| до 48 кг     | Паула Парето | Пропускала    | Елена Моретти В 0001:0000 | Томоко Фукуми П 0001:0002 | Не прошла     | Урантсетсег Мунхбат В 0011:0002 | Шарлин ван Сник П 0002:0011 | 5     |

### Конный спорт

#### Конкур
В каждом из раундов спортсменам необходимо было пройти дистанцию с разным количеством препятствий и разным лимитом времени. За каждое сбитое препятствие спортсмену начислялось 4 штрафных балла, за превышение лимита времени 1 штрафное очко (за каждые 5 секунд).
| Соревнование              | Спортсмены                           | Квалификация | Квалификация | Квалификация         | Квалификация         | Квалификация         | Квалификация         | Квалификация         | Квалификация         | Финал                | Финал                | Финал                | Финал                | Финал |
| Соревнование              | Спортсмены                           | 1 раунд      | 1 раунд      | 2 раунд              | Всего                | Всего                | 3 раунд              | Всего                | Всего                | Финал A              | Финал A              | Финал B              | Всего                | Всего |
| Соревнование              | Спортсмены                           | Штраф        | Место        | Штраф                | Штраф                | Место                | Штраф                | Штраф                | Место                | Штраф                | Место                | Штраф                | Штраф                | Место |
| ------------------------- | ------------------------------------ | ------------ | ------------ | -------------------- | -------------------- | -------------------- | -------------------- | -------------------- | -------------------- | -------------------- | -------------------- | -------------------- | -------------------- | ----- |
| Индивидуальное первенство | Хосе Мария Ларокка на Royal Power    | 4            | 42 (Q)       | 4                    | 8                    | 31 (Q)               | 12                   | 20                   | 38 (Q)               | 20                   | 36                   | Завершил выступление | Завершил выступление | 36    |
| Индивидуальное первенство | Алехандро Мадорно на Milano de Flore | 9            | 64 (Q)       | Завершил выступление | Завершил выступление | Завершил выступление | Завершил выступление | Завершил выступление | Завершил выступление | Завершил выступление | Завершил выступление | Завершил выступление | Завершил выступление | 64    |

### Лёгкая атлетика
Спортсменов — 9
Мужчины
| Дисциплина      | Спортсмен          | Предварительный раунд | Предварительный раунд | Четвертьфиналы | Четвертьфиналы | Полуфиналы | Полуфиналы | Финал                | Финал                |
| Дисциплина      | Спортсмен          | Результат             | Место                 | Результат      | Место          | Результат  | Место      | Результат            | Место                |
| --------------- | ------------------ | --------------------- | --------------------- | -------------- | -------------- | ---------- | ---------- | -------------------- | -------------------- |
| 5 000 м         | Хавьер Каррикуэо   | 13:57.07              | 19                    |                |                |            |            | Завершил выступление | Завершил выступление |
| марафон         | Мигель Барсола     |                       |                       |                |                |            |            | 2:17:54              | 35                   |
| ходьба на 20 км | Хуан Мануэль Кано  |                       |                       |                |                |            |            | 1:22:10              | 22                   |
| толкание ядра   | Херман Лауро       | 20.75                 | 5                     |                |                |            |            | 20.84                | 6                    |
| метание диска   | Херман Лауро       | 57.54                 | 37                    |                |                |            |            | Завершил выступление | Завершил выступление |
| метание копья   | Брайан Толедо      | 76.87                 | 30                    |                |                |            |            | Завершил выступление | Завершил выступление |
| метание молота  | Хуан Игнасио Серра | 68.20                 | 36                    |                |                |            |            | Завершил выступление | Завершил выступление |

Женщины
| Дисциплина     | Спортсмен                     | Предварительный раунд | Предварительный раунд | Четвертьфиналы | Четвертьфиналы | Полуфиналы | Полуфиналы | Финал                 | Финал                 |
| Дисциплина     | Спортсмен                     | Результат             | Место                 | Результат      | Место          | Результат  | Место      | Результат             | Место                 |
| -------------- | ----------------------------- | --------------------- | --------------------- | -------------- | -------------- | ---------- | ---------- | --------------------- | --------------------- |
| марафон        | Мария де лос Анхелес Перальта |                       |                       |                |                |            |            | 2:40:50               | 82                    |
| метание диска  | Росьо Комба                   | 58.98                 | 26                    |                |                |            |            | Завершила выступление | Завершила выступление |
| метание молота | Дженнифер Дальгрен            | XXX                   | -                     |                |                |            |            | Завершила выступление | Завершила выступление |

### Настольный теннис
Спортсменов — 1
Соревнования по настольному теннису проходили по системе плей-офф. Каждый матч продолжался до тех пор, пока один из теннисистов не выигрывал 4 партии. Сильнейшие 16 спортсменов начинали соревнования с третьего раунда, следующие 16 по рейтингу теннисиста стартовали со второго раунда.
Мужчины
| Соревнование     | Спортсмены  | Предварительный раунд | Первый раунд                  | Второй раунд                | Третий раунд         | 1/8 финала           | Четвертьфинал        | Полуфинал            | Финал                | Место |
| Соревнование     | Спортсмены  | Соперник Результат    | Соперник Результат            | Соперник Результат          | Соперник Результат   | Соперник Результат   | Соперник Результат   | Соперник Результат   | Соперник Результат   | Место |
| ---------------- | ----------- | --------------------- | ----------------------------- | --------------------------- | -------------------- | -------------------- | -------------------- | -------------------- | -------------------- | ----- |
| Одиночный разряд | Лю Сун (48) | Не участвовал         | Сураджу Сака (CGO) (63) В 4:0 | Боян Токич (SLO) (20) П 3:4 | Завершил выступление | Завершил выступление | Завершил выступление | Завершил выступление | Завершил выступление | 33    |

### Парусный спорт
Спортсменов — 8
Соревнования по парусному спорту в каждом из классов состояли из 10 гонок, за исключением класса 49er, где проводилось 15 заездов. В каждой гонке спортсмены стартовали одновременно. Победителем каждой из гонок становился экипаж, первым пересекший финишную черту. Количество очков, идущих в общий зачёт, соответствовало занятому командой месту. 10 лучших экипажей по результатам 10 гонок попадали в медальную гонку, результаты которой также шли в общий зачёт. В случае если участник соревнований не смог завершить гонку ему начислялось количество очков, равное количеству участников плюс один. При итоговом подсчёте очков не учитывался худший результат, показанный экипажем в одной из гонок. Сборная, набравшая наименьшее количество очков, становится олимпийским чемпионом.
Мужчины
| Класс | Спортсмены                        | Гонка | Гонка | Гонка | Гонка | Гонка | Гонка | Гонка | Гонка | Гонка | Гонка | Гонка         | Очки | Место |
| Класс | Спортсмены                        | 1     | 2     | 3     | 4     | 5     | 6     | 7     | 8     | 9     | 10    | M             | Очки | Место |
| ----- | --------------------------------- | ----- | ----- | ----- | ----- | ----- | ----- | ----- | ----- | ----- | ----- | ------------- | ---- | ----- |
| RS:X  | Мариано Ройтеман                  | 16    | 15    | 15    | 13    | 12    | 19    | 5     | 20    | 14    | 7     | Не участвовал | 116  | 11    |
| 470   | Лукас Калабрезе Хуан де ла Фуэнте | 5     | 24    | 3     | 9     | 17    | 8     | 2     | 2     | 5     | 6     | 3             | 63   | 3     |
| Лазер | Хулио Альсогарай                  | 20    | 7     | 5     | 11    | 12    | 23    | 1     | 50    | 26    | 7     | Не участвовал | 112  | 11    |

Женщины
| Класс        | Спортсмены                             | Гонка | Гонка | Гонка | Гонка | Гонка | Гонка | Гонка | Гонка | Гонка | Гонка | Гонка          | Очки | Место |
| Класс        | Спортсмены                             | 1     | 2     | 3     | 4     | 5     | 6     | 7     | 8     | 9     | 10    | M              | Очки | Место |
| ------------ | -------------------------------------- | ----- | ----- | ----- | ----- | ----- | ----- | ----- | ----- | ----- | ----- | -------------- | ---- | ----- |
| RS:X         | Жасмин Лопес Беккер                    | 20    | 19    | 20    | 24    | 21    | 19    | 25    | 17    | 25    | 25    | Не участвовала | 190  | 23    |
| 470          | Консуэло Монсегур Мария Фернанда Сесто | 16    | 19    | 19    | 3     | 5     | 12    | 14    | 12    | 15    | 3     | Не участвовала | 98   | 13    |
| Лазер Радиал | Сесилия Карранза                       | 9     | 28    | 13    | 28    | 10    | 30    | 12    | 35    | 20    | 35    | Не участвовала | 185  | 21    |

Использованы следующие сокращения:
- M — медальная гонка

### Стрельба
Спортсменов — 2
Мужчины
| Соревнование             | Спортсмены    | Квалификация | Квалификация | Финал                | Всего     | Всего |
| Соревнование             | Спортсмены    | Результат    | Место        | Финал                | Результат | Место |
| ------------------------ | ------------- | ------------ | ------------ | -------------------- | --------- | ----- |
| Винтовка лёжа, 50 метров | Хуан Ангелони | 580          | 50           | Завершил выступление | 580       | 50    |
| Винтовка лёжа, 50 метров | Алекс Сулигой | 593          | 20           | Завершил выступление | 593       | 20    |

### Теннис
Спортсменов — 7
Мужчины
| Соревнование     | Спортсмены                    | 1-й раунд                    | 2-й раунд                                  | 3-й раунд                | Четвертьфинал         | Полуфинал                      | Финал                   | Финал                 |
| Соревнование     | Спортсмены                    | Соперник Счёт                | Соперник Счёт                              | Соперник Счёт            | Соперник Счёт         | Соперник Счёт                  | Соперник Счёт           | Место                 |
| ---------------- | ----------------------------- | ---------------------------- | ------------------------------------------ | ------------------------ | --------------------- | ------------------------------ | ----------------------- | --------------------- |
| Одиночный разряд | Карлос Берлок                 | Александр Богомолов 5:7, 6:7 | Завершил выступление                       | Завершил выступление     | Завершил выступление  | Завершил выступление           | Завершил выступление    | Завершил выступление  |
| Одиночный разряд | Хуан Мартин дель Потро        | Иван Додиг 6:4, 6:1          | Андреас Сеппи 6:3, 7:6                     | Жиль Симон 6:1, 4:6, 6:3 | Кеи Нишикори 6:4, 7:6 | Роджер Федерер 6:4, 6:7, 17:19 | Новак Джокович 7:5, 6:4 | 3                     |
| Одиночный разряд | Хуан Монако                   | Давид Гоффин 6:4, 6:1        | Фелисиано Лопес 4:6, 4:6                   | Завершил выступление     | Завершил выступление  | Завершил выступление           | Завершил выступление    | Завершил выступление  |
| Одиночный разряд | Давид Налбандян               | Янко Типсаревич 3:6, 4:6     | Завершил выступление                       | Завершил выступление     | Завершил выступление  | Завершил выступление           | Завершил выступление    | Завершил выступление  |
| Парный разряд    | Давид Налбандян Эдуардо Шванк |                              | Микаэль Ллодра Жо-Вильфред Тсонга 3:6, 5:7 | Завершили выступление    | Завершили выступление | Завершили выступление          | Завершили выступление   | Завершили выступление |

Женщины
| Соревнование  | Спортсмены                | 1-й раунд                | 2-й раунд             | Четвертьфинал         | Полуфинал             | Финал                 | Финал                 |
| Соревнование  | Спортсмены                | Соперник Счёт            | Соперник Счёт         | Соперник Счёт         | Соперник Счёт         | Соперник Счёт         | Место                 |
| ------------- | ------------------------- | ------------------------ | --------------------- | --------------------- | --------------------- | --------------------- | --------------------- |
| Парный разряд | Гизела Дулко Паола Суарес | Ли На Чжан Шуэй 4:6, 2:6 | Завершили выступление | Завершили выступление | Завершили выступление | Завершили выступление | Завершили выступление |

Смешанные пары
| Соревнование | Спортсмены                          | 1-й раунд                           | Четвертьфинал                     | Полуфинал             | Финал                 | Финал                 |
| Соревнование | Спортсмены                          | Соперник Счёт                       | Соперник Счёт                     | Соперник Счёт         | Соперник Счёт         | Место                 |
| ------------ | ----------------------------------- | ----------------------------------- | --------------------------------- | --------------------- | --------------------- | --------------------- |
| Микст        | Хуан Мартин дель Потро Гизела Дулко | Елена Веснина Михаил Южный 6:3, 7:5 | Лиза Рэймонд Майк Брайан 2:6, 5:7 | Завершили выступление | Завершили выступление | Завершили выступление |

### Триатлон
Спортсменов — 1
Мужчины
| Соревнование | Спортсмен        | Плавание | Велогонка | Забег | Итого   | Место |
| ------------ | ---------------- | -------- | --------- | ----- | ------- | ----- |
| Триатлон     | Гонсало Теллечеа | 18:59    | 58:48     | 32:11 | 1:51:07 | 38    |

### Тхэквондо
Спортсменов — 2
Мужчины
| Соревнование | Спортсмен           | Турнир       | 1/8 финала               | Четвертьфинал                     | Полуфинал                   | Финал                         |
| Соревнование | Спортсмен           | Турнир       | Соперник Результат       | Соперник Результат                | Соперник Результат          | Соперник Результат            |
| ------------ | ------------------- | ------------ | ------------------------ | --------------------------------- | --------------------------- | ----------------------------- |
| до 80 кг     | Себастьян Крисманич | За 1-е место | Вон Скотт (NZL) поб. 9—5 | Несар Ахмад Бахави (AFG) поб. 9—1 | Арман Еремян (ARM) поб. 2—1 | Николас Гарсия (ESP) поб. 1—0 |
| до 80 кг     | Себастьян Крисманич | За 3-е место |                          |                                   |                             |                               |

Женщины
| Соревнование | Спортсмен    | Турнир       | 1/8 финала                 | Четвертьфинал                   | Полуфинал          | Финал              |
| Соревнование | Спортсмен    | Турнир       | Соперник Результат         | Соперник Результат              | Соперник Результат | Соперник Результат |
| ------------ | ------------ | ------------ | -------------------------- | ------------------------------- | ------------------ | ------------------ |
| до 49 кг     | Карола Лопез | За 1-е место | Катрин Канг (CAF) поб. 1—0 | Люция Занинович (CRO) пор. 4—13 | Не прошла          | Не прошла          |
| до 49 кг     | Карола Лопез | За 3-е место |                            |                                 |                    |                    |

### Фехтование
Спортсменов — 1
Женщины
| Соревнование | Спортсменка             | 1/16 финала           | 1/8 финала            | Четвертьфинал         | Полуфинал             | Финал                 | Финал                 |
| Соревнование | Спортсменка             | Соперник Счёт         | Соперник Счёт         | Соперник Счёт         | Соперник Счёт         | Соперник Счёт         | Место                 |
| ------------ | ----------------------- | --------------------- | --------------------- | --------------------- | --------------------- | --------------------- | --------------------- |
| сабля        | Мария Белен Перес Морис | Джоя Марцокка П 10:15 | Завершила выступление | Завершила выступление | Завершила выступление | Завершила выступление | Завершила выступление |

### Хоккей на траве
Мужчины
Состав команды
Результаты
Группа A
| Место | Команда        | И | В | Н | П | ГЗ | ГП | +/- | Очки |
| ----- | -------------- | - | - | - | - | -- | -- | --- | ---- |
| 1     | Австралия      | 5 | 3 | 2 | 0 | 23 | 5  | +18 | 11   |
| 2     | Великобритания | 5 | 2 | 3 | 0 | 14 | 8  | +6  | 9    |
| 3     | Испания        | 5 | 2 | 2 | 1 | 8  | 10 | -2  | 8    |
| 4     | Пакистан       | 5 | 2 | 1 | 2 | 9  | 16 | −7  | 7    |
| 5     | Аргентина      | 5 | 1 | 1 | 3 | 10 | 14 | −4  | 4    |
| 6     | ЮАР            | 5 | 0 | 1 | 4 | 11 | 22 | −11 | 1    |

| 30 июля 2012 19:00 (UTC+1)                                   | \| Великобритания \| 4:1 (1:0) Отчёт \| Аргентина \| \| Бирри Миддлтон 22', 42' · Даниэль Фокс 49' · Ричард Смит 53' \| Голы \| Педро Ибарра 55' \| | Лондон Ривербанк Арена Судья: Рагху Прасад Кристиан Блаш |
| Великобритания                                               | 4:1 (1:0) Отчёт | Аргентина                                                |
| Бирри Миддлтон 22', 42' · Даниэль Фокс 49' · Ричард Смит 53' | Голы | Педро Ибарра 55'                                         |

| 1 августа 2012 19:00 (UTC+1)          | \| Пакистан \| 2:0 (1:0) Отчёт \| Аргентина \| \| Мухаммад Имран 30' · Сохаил Аббас 44' \| Голы \| \| | Лондон Ривербанк Арена Судья: Джон Райт Марцин Грохал |
| Пакистан                              | 2:0 (1:0) Отчёт                                                                                       | Аргентина                                             |
| Мухаммад Имран 30' · Сохаил Аббас 44' | Голы                                                                                                  |                                                       |

| 3 августа 2012 08:30 (UTC+1)            | \| Австралия \| 2:2 (2:0) Отчёт \| Аргентина \| \| Мэттью Бутурини 12' · Джейми Дуайер 35' \| Голы \| Матиас Вила 47' · Гонсало Пеильят 68' \| | Лондон Ривербанк Арена Судья: Рагху Прасад Джон Райт |
| Австралия                               | 2:2 (2:0) Отчёт | Аргентина                                            |
| Мэттью Бутурини 12' · Джейми Дуайер 35' | Голы | Матиас Вила 47' · Гонсало Пеильят 68'                |

| 5 августа 2012 21:15 (UTC+1) | \| Аргентина \| 1:3 (0:0) Отчёт \| Испания \| \| Лукас Вила 55' \| Голы \| Пау Кемада 66' · Мигель Делас 67' · Эдуард Тубау 70' \| | Лондон Ривербанк Арена Судья: Хэмиш Джеймсон Тим Пулман |
| Аргентина                    | 1:3 (0:0) Отчёт | Испания                                                 |
| Лукас Вила 55'               | Голы | Пау Кемада 66' · Мигель Делас 67' · Эдуард Тубау 70'    |

| 7 августа 2012 10:45 (UTC+1)                                                | \| Аргентина \| 6:3 (2:2) Отчёт \| ЮАР \| \| Гонсало Пеильят 25', 39', 65' · Лукас Росси 39' · Факундо Каллиони 45', 50' \| Голы \| Джастин Рейд-Росс 7' · Ллойд Норрис-Джонс 8' · Джонатан Робинсон 64' \| | Лондон Ривербанк Арена Судья: Рагху Прасад Натан Стагно              |
| Аргентина                                                                   | 6:3 (2:2) Отчёт | ЮАР                                                                  |
| Гонсало Пеильят 25', 39', 65' · Лукас Росси 39' · Факундо Каллиони 45', 50' | Голы | Джастин Рейд-Росс 7' · Ллойд Норрис-Джонс 8' · Джонатан Робинсон 64' |

Матч за 9-е место
| 9 августа 2012 08:30 (UTC+1) | \| Аргентина \| 1:3 (0:3) Отчёт \| Новая Зеландия \| \| Педро Ибарра 59' \| Голы \| Стивен Дженнесс 4' · Ричард Петерик 21' · Ник Уилсон 29' \| | Лондон Ривербанк Арена Судья: Марцин Грохал Тим Пулман   |
| Аргентина                    | 1:3 (0:3) Отчёт | Новая Зеландия                                           |
| Педро Ибарра 59'             | Голы | Стивен Дженнесс 4' · Ричард Петерик 21' · Ник Уилсон 29' |

Женщины
На игры квалифицировалась женская сборная Аргентины в составе 16 человек.
Состав команды
Результаты
Группа B
| Место | Команда        | И | В | Н | П | ГЗ | ГП | +/- | Очки |
| ----- | -------------- | - | - | - | - | -- | -- | --- | ---- |
| 1     | Аргентина      | 5 | 3 | 1 | 1 | 12 | 4  | +8  | 10   |
| 2     | Новая Зеландия | 5 | 3 | 1 | 1 | 9  | 5  | +4  | 10   |
| 3     | Австралия      | 5 | 3 | 1 | 1 | 5  | 2  | +3  | 10   |
| 4     | Германия       | 5 | 2 | 1 | 2 | 6  | 7  | −1  | 7    |
| 5     | ЮАР            | 5 | 1 | 0 | 4 | 9  | 14 | −5  | 3    |
| 6     | США            | 5 | 1 | 0 | 4 | 4  | 13 | −9  | 3    |